# Тінншо
Тінншо (норв. Tinnsjå) — озеро в Норвегії, що є одним з найбільших у країні та найглибших у Європі.
У озеро впадає річка Мона, що активно використовується для виробництва електроенергії гідроелектростанціями.